# Kerli (мини-альбом)
Kerli — дебютный мини-альбом эстонской певицы и автора песен Керли, вышедший в 2007 году.

## Об альбоме
Подписав контракт со звукозаписывающим лейблом Island Records, Керли стала работать с различными авторами песен и продюсерами над созданием альбома. Три композиции были изданы в виде EP, включая «She’s in Parties» — кавер-версию композиции группы Bauhaus с их альбома Burning from the Inside. На данный момент этот EP более не издаётся.
Kerli содержит три композиции: «Walking on Air» и «Love Is Dead», которые впоследствии вошли в дебютный альбом Керли Love Is Dead, а также «She’s in Parties» — кавер-версию композиции группы Bauhaus.

## Список композиций
| №  | Название           | Автор(ы)                            | Продюсер(ы)   | Длительность |
| -- | ------------------ | ----------------------------------- | ------------- | ------------ |
| 1. | «Love Is Dead»     | Miles Gregory, Kerli, David Maurice | David Maurice | 4:39         |
| 2. | «Walking on Air»   | Kerli, Lester Mendez                | Lester Mendez | 4:29         |
| 3. | «She's in Parties» |                                     |               | 5:22         |

## Участники записи
- Вокал: Керли
- Продюсер: Лестер Мендез[3]
- Микшеры: Нил Пог, Дэвид Морис